# Niceland (Population. 1.000.002)
Niceland (Population. 1.000.002) é um premiado filme islândes. Em 2004, o filme levou o Edda Awards por "Roteiro do Ano". O filme também concorreu a "Melhor Filme", mas não ganhou.